# 폴라브인

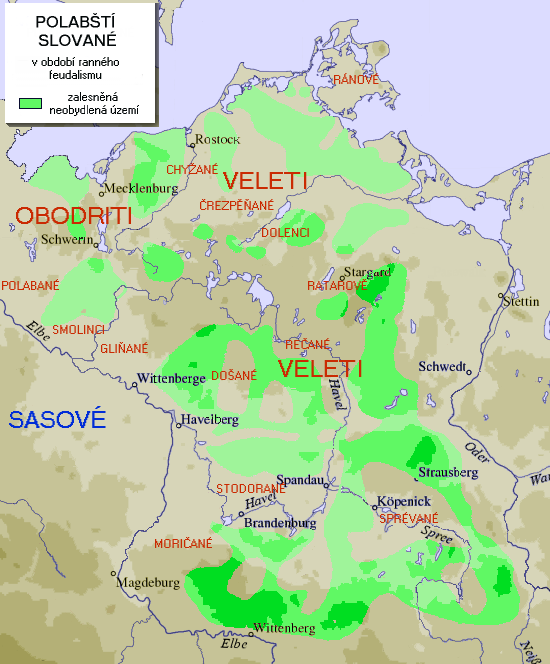
폴라비아 슬라브 부족들의 분포. 녹색은 사람이 살지 않던 삼림 지대.

폴라브인은 오늘날의 독일 동부에 위치한 엘베강을 따라 분포하던 다양한 레흐계(서슬라브계) 부족들을 가리키던 말이다. 폴라브인에 속하는 특정한 부족인 협의의 폴라브인과 구분하기 위해 폴라비아 슬라브족이라고도 하며, 엘베 슬라브족(독일어: Elbslawen)이나 더 광범위한 벤트인(Wenden)이라는 명칭과도 혼용된다.
폴라비아 슬라브족은 9세기부터 작센인과 데인인에 의해 크게 정복되어 갔고, 이후 신성 로마 제국에 속하여 점차 독일화를 거쳐 독일인으로 동화되었다. 폴라비아 슬라브족 중 근현대까지 민족 정체성을 유지한 것은 소르브인뿐이다. 이들이 사용하던 폴라브어는 사멸했으나 그 분파인 소르브어의 두 변종은 여전히 독일 동부에 수만 명의 화자가 있다.

## 부족
- 오보트리티(Obotriti, Abdoriten)
  - 협의의 오보트리티
  - 바그리(Wagri, Wagrier)
  - 바르나비(Warnabi, Warnower)
  - 협의의 폴라비(Polabi, Polaben)
  - 리논인(Linones, Linonen)
  - 드레반인(Drevani, Drevanen)
- 벨레티(Veleti, Wilzen)
  - 케신인(Chizzini, Kessinen)
  - 치르치판인(Circipani, Zirzipanen)
  - 란인(Rani, Ranen) 또는 루얀인(Rujani, Rujanen)
  - 우크란인(Ukrani, Ukranen)
- 소르브족(Surbi, Sorben)
- 밀체니(Milceni, Milzener)
- 헤벨리(Hevelli, Heveller)